# Trovão (lutador)
Aparecido da Hora Freitas conhecido como Trovão é um importante lutador de luta livre, motociclista e fundador da Abraluli (Associação brasileira de Luta Livre).

## Biografia
Aparecido iniciou seu gosto por artes marciais aos 8 anos, quando fez aulas de capoeira. Daí em diante fez outros diversos estilos de lutas, tais como: Boxe, Caratê, vale-tudo, etc. Sua última modalidade foi a Luta Livre, mesma época em que fundou a Associação brasileira de Luta Livre (Abraluli). Antes desta data, desenvolvia uma de suas maiores paixões: O motociclismo, no qual também se destacou.
Uma de suas principais características é sua forma rouca de falar devido a um acidente de carro onde perdeu algumas cordas vocais, que, no fim das contas, o ajudou a criar sua personalidade artística singular, que, consequentemente, o propiciou a ter uma boa carreira tanto como motociclista, como lutador profissional de Luta livre.
Aparecido fundou a Abraluli em 1995. Desde esta época, a associação além de realizar shows de entretenimento gratuitos, serve como uma associação de amparo social, pois arrecada todos os anos uma quantidade expressiva de alimentos não perecíveis, e os distribuí para os indivíduos mais carentes presentes na região onde ocorrem os espetáculos. Atualmente, Trovão (apelido ganho na época em que praticava boxe) criou três equipes de Luta Livre: Uma exclusivamente masculina, outra feminina "( As Guerreiras do Ringue)" e uma mista: A Trupe do Trovão. 
A emissora que transmitiu certas lutas em que Trovão participou foi a MTV. Foi também na MTV que Trovão participou do programa Gordo Freak Show apresentado por João Gordo. No programa ele punia participantes com o chamado "cuecão". Sua filha Vaneska também participou do programa. Trovão também fez uma participação no clipe da musica Pela Última Vez da banda Nx Zero.
Atualmente Trovão é presidente do Motoclube Abutre's Moto Clube.